# Ревенко, Александра Ефимовна
Александра Ефимовна Ревенко (1930, Малые Угоны — 22 августа 1980, Селекционный) — передовик советского сельского хозяйства, доярка Льговского плодопитомнического совхоза Льговского района Курской области, Герой Социалистического Труда (1966).

## Биография
Родилась в 1930 году в селе Малые Угоны Льговского района Центрально-Черноземной области в семье русского крестьянина. прошла обучение в начальной школе, в 16 лет трудоустроилась в колхоз в полеводческую бригаду. Пахала на коровах, косила колосья.
В конце 1940-х годов перешла работать в Льговский плодопитомнический совхоз имени А. П. Гайдара. С 1953 года трудилась дояркой. В конце 1950-х годов надои в её группе коров составили 3800 кг в год на одну бурёнку. С каждым годом показатели по надоям только увеличивались. 
За достигнутые успехи в развитии животноводства, увеличении производства и заготовок мяса, молока, яиц, шерсти и другой продукции, Указом Президиума Верховного Совета СССР от 22 марта 1966 года Александре Ефимовне Ревенко было присвоено звание Героя Социалистического Труда с вручением ордена Ленина и золотой медали «Серп и Молот».
В 1970 году была переведена на работу учётчицей молочно-товарной фермы плодопитомнического совхоза. Избиралась депутатом Курского областного Совета народных депутатов, была депутатом Льговского райсовета и Большеугоноского сельского совета. 
Проживала в посёлке Селекционный Льговского района Курской области. Умерла 22 августа 1980 года.

## Награды
За трудовые успехи удостоена:
- золотая звезда «Серп и Молот» (22.03.1966),
- орден Ленина (22.03.1966),
- другие медали.